# 25 Dry Dock Avenue (Metro de Boston)
25 Dry Dock Avenue  es una estación de tránsito rápido en la línea Plata del Metro de Boston. La estación se encuentra localizada en 25 Dry Dock Avenue en Boston, Massachusetts. La estación 25 Dry Dock Avenue fue inaugurada el 17 de diciembre de 2004. La Autoridad de Transporte de la Bahía de Massachusetts es la encargada por el mantenimiento y administración de la estación. Esta estación forma parte de la sublínea SL2

## Descripción
La estación 25 Dry Dock Avenue cuenta con aceras para los pasajeros. 

## Conexiones
La estación es abastecida por las siguientes conexiones: 
- Rutas de autobuses: ninguna